# Fabian Wrede (1760–1824)
Fabian Wrede, född 24 november 1760 på Kungslena översteboställe, död 16 januari 1824 i Stockholm, var en svensk greve i släkten Wrede af Elimä, fältmarskalk och statsråd.

## Biografi
Fadern var friherren Fabian Casimir Wrede (1724–1795). Själv blev Wrede 1777 utsedd till löjtnant vid Livregementet till häst och han var 1778–1780 i fransk tjänst vid två olika regementen. Efter en tid vid svenska legationen i Paris återvände Wrede 1781 till Sverige. Han hade redan i Frankrike odlat sin bekantskap med Gustav III och blev genast vid hemkomsten utsedd till kammarherre hos drottningen och gjorde därefter karriär både vid hovet och inom det militära. Han befordrades, så att han 1788 som överste deltog i Gustav III:s ryska krig, där han i början av 1790 förde en brigad i Karelen och därefter 1790 övertog befälet över den sårade Gustaf Mauritz Armfelts brigad i Savolaks. Året därpå blev han överste vid Nylands regemente, men följde samma år med kungen till Aachen. År 1795 blev han chef för Björneborgs regemente och generalmajor och flyttade 1796 till Livgrenadjärregementet. År 1801 fick han vid den hotande krigsfaran befälet över den armé på 10 000 man som sattes samman på västkusten och året därpå blev han generalinspektör för infanteriet i Sverige och därmed en plats i kungens krigskonselj. 
Wrede utgav 1804 en militär handbok, Om fält-tjänsten, som bidrog till att Napoleons franska taktik, det så kallade Sprengtportenska reglementet, infördes i det svenska infanteriet.
Han utnämndes till generallöjtnant 1805 och fick 1807 befälet över västra fördelningen av armén i det Pommerska kriget. Efter strider med franska trupper föll Wrede i onåd då han skulle ha trotsat kungens befallningar och han användes inte så länge Gustav IV Adolf regerade i Finska kriget 1808–1809. Men den 18 mars 1809 fick han av hertig Karl befälet över Norra armén och deltog i de försvarsstrider som fördes i Norrland under våren och sommaren 1809. Wrede blev greve 1809 och utsågs till general av infanteriet och vistades våren 1810 vid den svenska beskickningen i Paris där han även fick ge sin syn på frågan om fursten av Pontecorvo, Jean Baptiste Bernadottes, lämplighet som svensk tronpretendent. Han arbetade för Bernadottes kandidatur vid riksdagen i Örebro. Senare under 1810 utsågs han till statsråd och kansler vid krigsakademien samt 1811 till en av rikets herrar. Senare samma år lämnade han chefskapet för Livgrenadjärregementet och hösten 1812, missnöjd med det politiska läget, avgick han även som statsråd. Den militära karriären kröntes med hans utnämning till fältmarskalk 1816.